# 朱綬 (明朝)
朱綬（1481年—16世紀），字朝儀，陝西漢中府南鄭縣人，民籍。明朝政治人物。

## 生平
朱綬是正德五年（1510年）的舉人，嘉靖二年（1523年）成進士，獲授行人，推辭徽簡王朱祐檯饋贈，又上陳兵馬司門內地湧血色水；七年（1528年）試陞南京山東道監察御史，次年（1529年）和南京吏科給事中何祉彈劾席春等人和大學士張璁、桂萼結黨。去世時一貧如洗，家人幾乎不能治喪，人們都佩服其清節。

## 家族
曾祖朱友成，知县。祖父朱巽。父朱崇政，县丞。母张氏。永感下。兄朱璋，義官；弟朱玑。

## 引用
1. 1 2  乾隆《南鄭縣志·卷八·人物》：朱綬，府志【云】南鄭人，嘉靖癸未進士，初以行人出使，卻徽王之餽，為御史多所論諫；時兵馬司門內地湧血，莫敢上聞，綬上疏規諫，言甚剴切，中外韙之。卒之日囊空幾不能治棺，人服其清節。
2. ↑  乾隆《南鄭縣志·卷六·選舉》：進士……明……嘉靖二年癸未科姚淶榜 朱綬 御史……舉人……正德五年庚午科……朱綬 見進士
3. ↑  《明世宗肅皇帝實錄·卷八十六》：（嘉靖七年三月）庚子改工部都水司主事胡明善為貴州道御史，選授推官朱孔陽、知縣朱廷立、李宗樞、傅鳳翱、敖越、行人傅鶚、楊東為試御史，國子監助教呂景蒙、行人喬英、朱綬、知縣佘勉學、方日乾為南京試御史。
4. ↑  《明世宗肅皇帝實錄·卷一百六》：（嘉靖八年十月癸未）南京吏科給事中何祉、山東道御史朱綬等劾奏翰林院學士席春、太常寺少卿謝丕、太僕寺少卿冼光、光祿寺少卿史道、周文興、南京刑部主事黃春、廣西副使伍箕、兩淮運使史紳、右春坊右庶子廖道南、順天府府尹黎奭、南京禮部侍郎黃綰、總督糧儲都御史陳祥、工部郎中丁洪、南京太常寺卿方鵬、大理寺少卿曾直，皆指為大學士張璁、桂萼私黨乞行罷黜……
5. ↑  龚延明主编. . 宁波: 宁波出版社. 2016. ISBN 978-7-5526-2320-8. 《天一閣藏明代科舉錄選刊.登科錄》之《嘉靖二年癸未科進士登科録》